# Умми Камал
Умми Камал, также Исмагил (тат. Өмми Камал) — татарский поэт-суфий, философ, мюрид.

## Изучение
Первая публикация стихотворений поэта состоялась в 1884 году в Казани, позднее, в конце XIX — начале XX вв. было четыре переиздания, поскольку в то время к творчеству Умми Камала проявлялся интерес со стороны исследователей и читателей. Далее, с 1921 по 1941 год, изучение творчества поэта сошло на нет ввиду отказа от всего «старого» и стремления новой власти создать литературу, основанную на революционных принципах. Первой же научной работой по творчеству поэта стала статья «Книга Умми Камала», опубликованная литературоведом Мухаммедом Гали в 1941 году, после чего Умми Камал также перестал изучаться из-за постановления 1944 года «О состоянии и мерах улучшения массово-политической и идеологической работы в Татарской партийной организации». В 90-е годы 20 века заметно выростает интерес к творчеству поэта. Оно изучалось Хатипом Миннегуловым, было включено в «Антологию татарской поэзии», в программы школ и вузов в учебники татарской литературы для 9-х классов. На сегодняшний день наследие Умми Камала продолжает изучаться кандидатом филологических наук Фаилем Камиловичем Фатхтдиновым.

## Биография
Биографические сведения о жизни поэта не сохранились, однако же в отдельных произведениях есть сведения о нём. Настоящим именем поэта было Исмагил, а «Умми», значившее «не умеющий читать и писать» и являвшееся псевдонимом, по видимому было взято у Мухаммеда.
«Колларның кемтәридүр Исмәгыйль
Нә вар Өмми исә ләкаби».
(Божий раб я – Исмагил,
Но есть тахаллус – Умми).
По одной версии родился в конце XIV века и на момент 1412 года, когда умер его наставник Габидуллах, уже вырос из шакирдства. По национальности является татарином, что отражено в его стихах. По другим ещё мало изученным документам он родился в 1405 году в Хаджитархане, был из ногайского рода, был ученым — последователем суфизма-тассауфа. Также существует мнение, что он родился в городе Караман.
Существуют разные версии относительно того, в каком году умер Умми Камал. Так, османский ученый В. Коджатюрка пишет, что Умми Камала обвинили в антигосударственной деятельности, намеренном искажении норм шариата и казнили на территории Османского государства в Малой Азии. По мнению литературоведа Ф. Яхина поэт умер в 1417 году, что не соответствует действительности, так как в одном из его стихов упоминается смерть шейха-духовного лидера Ходжи Садертдина (Садретдина) в 1429 (в другом источнике 1428) году. По мнению Фаиля Фатхтдинова и В. Коджатюрка, наиболее правдоподобной датой смерти поэта является 1475 год. Большую часть жизни провел провел в Среднем Поволжье и Крыму, затем переехал в Турцию. В османских справочниках поэт представлен только как «османский», не упоминая о его связях с Крымом и Поволжьем и о популярности его произведений среди татар.

## Творчество
Является последователем Ахмеда Ясави и Бакыргани. Сложная общественная жизнь XV в. отразилась у поэта в его размышлениях и на характере лирического героя, который находится в поиске ответов на актуальные вопросы своего времени. Основанием нравственного совершенства поэт считает справедливость, великодушие, милосердие и добротерпение. Придаёт канонам суфизма пантеистический акцент. Размышляя в контексте религиозно-мистической символики, Умми Камал также описывает явление противоположностей (добро и зло, свет и тьма и т. д.). Поэт был обеспокоен общечеловеческими проблемами своего времени, выдвигал перед современниками высокие нравственные требования исходя из суфизма, поскольку считал, что он совершенствует внутренний мир человека. По его мнению, человек волен в своих поступках и делах, при этом являясь в ответе перед Аллахом. Он предполагал, что народ поддерживается духовно с помощью ислама и каждое явление в мире происходит только по воле Аллаха.
Творчество поэта по идейно-эстетическому содержанию можно разделить на несколько групп:
1. Стихотворения религиозно-суфийского содержания, составляющие большую часть его творчества. Они не укладываются в рамках суфизма, в них присутствуют противоречия между исламом и реальной жизнью, что в свою очередь пытается преодолеть лирический герой на пути к осознанию смысла жизни[13].
2. Любовная лирика, стихотворения показывающие борьбу души и алчности, смысл жизни и смерть, описывающие природу[17].
3. Стихотворения о земной жизни. В них отражаются мысли, желания и чувства его современников, отношение поэта к жизни. Лирический герой приходит к выводу, что смысл жизни человека связан с его деятельностью[16].

В своих стихах Умми Камал призывает людей прикратить кровопролития, уважать и почитать своих родителей. Поэт призывает брать пример из своих произведений, расчитывая на их воспитательную функцию. Лирика поэта предназначалась для религиозных наставников, суфийских муршидов, шакирдов медресе, так как они являлись теми, кто мог оказывать влияние на простой народ. В своих произведениях он подчеркивал, что не отличается от простого народа.
Стихотворения Умми Камала были популярны среди татарского населения и обнаружены почти в каждом регионе проживания татар, в которых производили археологические и фольклорные экспедиции, а именно в Татарстане, Башкортостане, Чувашии, Челябинской, Оренбургской, Ульяновской, Горьковской и Пермской областях. Рукописи и стихи Умми Камала хранятся в книгохранилищах Казани, Уфы, Санкт-Петербурга, Средней и Малой Азии. Его поэзия оказала влияние на Габдуллу Тукая, Дэрдменда, Шамсетдина Заки, Кул Шарифа, Мавля Кулыя и других татарских поэтов.